# Asura discisigna
Asura discisigna là một loài bướm đêm thuộc phân họ Arctiinae, họ Erebidae.